# Magomed-Shapi Suleymanov
Magomed-Shapi Suleymanov (Majachkalá, 16 de diciembre de 1999) es un futbolista ruso que juega de extremo en el Sporting Kansas City de la Major League Soccer.

## Trayectoria
Llegó a la cantera del F. C. Krasnodar en 2013, club en el que debutó como futbolista profesional en 2017.
Su debut en la Liga Premier de Rusia fue el 16 de julio de 2017 frente al Rubin Kazán. Su siguiente partido fue en la tercera ronda de clasificación de la Liga Europa de la UEFA 2017-18 contra el Lyngby BK danés, marcando el gol de la victoria de su equipo en el minuto 93 (2-1).
El 26 de agosto de 2018 marcó su primer gol en la Liga Premier de Rusia.
También realizó una gran Liga Europa de la UEFA 2018-19, donde marcó un gol en la ronda de treintaidosavos para eliminar al Bayer Leverkusen, y otro gol en dieciseisavos de final, que en esta ocasión no le sirvió a su club para eliminar al Valencia C. F.
Después de que su club quedase segundo en la Liga Premier de Rusia 2018-19, disputó la previa de la Liga de Campeones de la UEFA 2019-20, marcando un doblete en el Estadio do Dragão, para una victoria del Krasnodar por 2-3 frente al F. C. Porto. Pese a que lograron eliminar al conjunto portugués, en la siguiente ronda cayeron eliminados ante el Olympiacos, por lo que no pudieron acceder a la fase de grupos de la Champions, yendo directamente al sorteo de la Liga Europa de la UEFA 2019-20.
El 8 de septiembre de 2021, Krasnodar anunció su préstamo al club turco Giresunspor para la temporada 2021-22. 
Regresó a Krasnodar en junio de 2022. El 17 de agosto de 2022, Suleymanov se unió al Hapoel Be'er Sheva de Israel en un préstamo por una temporada con opción de compra.
El 3 de julio de 2024, el club griego Aris, donde Suleymanov jugó cedido en la temporada 2023-24, anunció su transferencia permanente al Aris.

## Clubes
| Club                           | País           | Año       |
| ------------------------------ | -------------- | --------- |
| F. C. Krasnodar                | Rusia          | 2017-2024 |
| Giresunspor (préstamo)         | Turquía        | 2021-2022 |
| Hapoel Be'er Sheva (préstamo)  | Israel         | 2022-2023 |
| Aris Salónica F. C. (préstamo) | Grecia         | 2023-2024 |
| Aris Salónica F. C.            | Grecia         | 2024-2025 |
| Sporting Kansas City           | Estados Unidos | 2025-     |